# Pyrrhopyge
Pyrrhopyge es un género de lepidópteros ditrisios de la subfamilia Pyrginae  dentro de la familia Hesperiidae.

## Especies
| - Pyrrhopyge amyclas - Pyrrhopyge amythaon - Pyrrhopyge arax - Pyrrhopyge arinas - Pyrrhopyge aziza - Pyrrhopyge boulleti - Pyrrhopyge charybdis - Pyrrhopyge creona - Pyrrhopyge cressoni - Pyrrhopyge creusae - Pyrrhopyge crida - Pyrrhopyge crista - Pyrrhopyge decipiens - Pyrrhopyge frona - Pyrrhopyge hadassa - Pyrrhopyge haemon - Pyrrhopyge infantilis - Pyrrhopyge kelita - Pyrrhopyge martena | - Pyrrhopyge melanomerus - Pyrrhopyge mopsus - Pyrrhopyge papius - Pyrrhopyge pelota - Pyrrhopyge phidias - Pyrrhopyge phylleia - Pyrrhopyge placeta - Pyrrhopyge proculus - Pyrrhopyge punctata - Pyrrhopyge pusca - Pyrrhopyge sadia - Pyrrhopyge sarpedon - Pyrrhopyge schausi - Pyrrhopyge sergius - Pyrrhopyge tatei - Pyrrhopyge telassa - Pyrrhopyge telassina - Pyrrhopyge terra - Pyrrhopyge thericles |